# London Prize Ring Rules
London Prize Ring Rules (The 29 London Prize Ring Rules)  − zbiór przepisów regulujących zasady rozgrywania walk bokserskich ogłoszony w Anglii w 1838 roku. Obowiązywały do 1872 r., kiedy zostały zastąpione przez Queensberry Rules.
Zastąpił obowiązujące od 1743 r. Broughton’s Rules, które ulegały ciągłym modyfikacjom; stanowił ujednolicenie tych zmian.
Najważniejsze zmiany wprowadzone w London Prize Ring Rules:
- Sprecyzowano wymiary placu boju: miał to być kwadrat o boku 24 stóp (około 7,32 m)
- Kwadrat startowy zastąpiono linią startową.
- Po 30-sekundowej przerwie zawodnik musi w czasie 8 sekund dotrzeć o własnych siłach do linii startowej (do tej pory przepisy nie regulowały tego, zawodnicy, często półprzytomni, bywali doprowadzani tam przez sekundantów).
- Zawodnik który umyślnie upada nie otrzymawszy ciosu, przegrywa walkę.
- Zabrania się faulowania, w szczególności: uderzania głową, gryzienia, drapania, szczypania, kopania, wkładania w dłonie kamieni i innych przedmiotów, przyciskania do lin.

Wprowadzone zostały również ubezpieczenia zawieranych zakładów w przypadku zakończenia walki z przyczyn pozasportowych, np. interwencji policji lub zapadnięcia zmroku.